# Rue Durantin
Pour les articles homonymes, voir Durantin.
La rue Durantin est une rue du 18e arrondissement de Paris. 

## Situation et accès

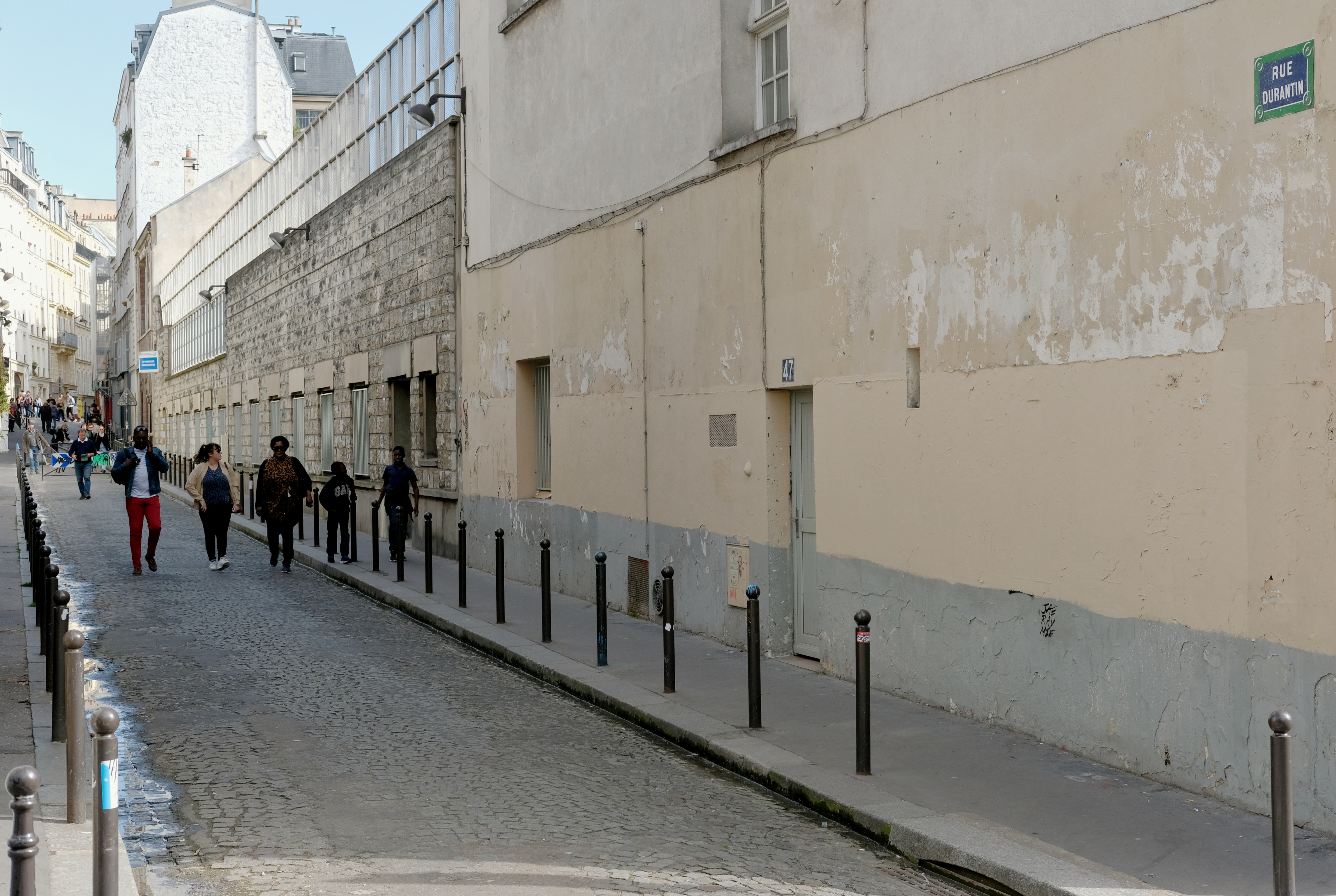
Rue Durantin vue depuis la rue Lepic.

Elle se situe dans le quartier de Montmartre et borde le quartier des Grandes-Carrières à la 47e et 56e. C’est l’une des rares rues de la butte Montmartre qui ne monte pas.

## Origine du nom
Son nom vient de l’ancien propriétaire de la rue, l’historien et romancier Armand Durantin. À la suite de deux expropriations consécutives sous l’influence de Patrice de Mac Mahon, Armand Durantin paya la totalité de la construction d'un mur de la rue et la municipalité nomma donc cette voie « rue Armand-Durantin ».

## Historique
Il faut tout d'abord différencier l'ancienne rue Durantin, qui a été créée avant 1672 et la rue actuelle, dont la dénomination date de 1881.
La rue Durantin actuelle a été formée par la réunion à l’ancienne rue Durantin (commençant à la rue Ravignan et s’achevant à la rue Garreau), de la rue Bastien (entre la rue Garreau et la rue Tholozé) et du passage Masson (surplus se prolongeant jusqu'à la rue Lepic).
Elle se trouve sur les feuilles parcellaires de la collection de la ville de Paris (feuilles nos 50B4, 50B1).

## Bâtiments remarquables et lieux de mémoire
- Le peintre espagnol Ignacio Zuloaga habita la rue Durantin en 1890. La même année, il résida à différents moments dans la rue Cortot et la rue des Saules.
- Au no 1, le peintre Charles Maurin (1856-1914) y vécut. Stéphane Mallarmé s'y installa pour un temps au retour du service militaire en décembre 1877.
- Au no 7 habita le poète Lautréamont.
- Au no 20, Henry-Eugène Delacroix y possédait un atelier en 1907. Le peintre Georges Delaw (1871-1938) avait son atelier surmonté d'une grande verrière, jusqu'en 1934.
- Au no 40, à l'intérieur des immeubles, une étonnante cour sur deux niveaux avec un escalier en fer à cheval. L'endroit, désormais inscrit au titre des monuments historiques, a servi pour le tournage de nombreux films.
- Au no 43, le peintre Fernand de Launay y a vécu et y est mort en 1904.
- Au no 45, gymnase Durantin.
- Au no 48, le peintre Émile Beaudoux y vécut en 1898. Le peintre Pere Créixams (1893-1965) possédait l'atelier.
- Au no 52, le peintre Jean-Paul Riopelle (1923-2002), y a eu un atelier pendant trois ans.

### Variétés
- Titre de peinture : Paris. Rue Durantin (19??), huile sur toile de Jacques Bouyssou (1926-1997).
- En littérature, la rue Durantin est citée dans plusieurs ouvrages[2].
- Dans Maigret tend un piège (juillet 1955) de Georges Simenon, le commissaire Maigret, à la recherche de témoins d'un crime, y enquête dans deux immeubles de la rue.
- En mai 2009, Roselyne Bosch filma un morceau de la rue Durantin et la cour d'un immeuble qui la dessert pour le film La Rafle.